# Otisville (Michigan)
Otisville è un villaggio degli Stati Uniti d'America, situato nello Stato del Michigan, nella contea di Genesee.